# De Bello Alexandrino
Le De Bello Alexandrino est une œuvre latine qui détaille les campagnes de Jules César d'Alexandrie en Asie (province romaine).
Des œuvres attribuées à Jules César, seuls les Commentaires sur la guerre des Gaules et les Commentaires sur la guerre civile le sont avec certitude. Trois autres œuvres lui sont attribuées bien qu'il n'en soit pas l'auteur : La Guerre d'Alexandrie (De Bello Alexandrino), La Guerre d'Afrique (en) (De Bello Africo) qui détaille les campagnes de Jules César contre les optimates en Afrique, et la La Guerre d'Espagne (en) (De Bello Hispaniensi) qui détaille ses campagnes dans la péninsule Ibérique et qui se termine par la bataille de Munda. Le De Bello Alexandrino continue La Guerre Civile interrompue lorsque César poursuit Sextus Pompée en Égypte. Le blocus puis les évènements de 47 avec la bataille de Zéla y sont exposés.
L'auteur des trois livres est débattu. Suétone suggère Oppius ou Aulus Hirtius comme auteur des livres. Le De Bello Alexandrino a un style diffèrent des livres écrits par César. Après la mort de César, il a été publié par Antoine dans un état d'inachèvement. Il est repris par Hirtius qui se base sur diverses sources écrites par d'autres personnes.
La version publiée aux Belles Lettres a été traduite par Jean Andrieu. Huit manuscrits ont été utilisés : Codex Laurentianus 33, olim Ashburnhamensis (Xe), Codex Musei Britanni Add. 10.084, olim Lovaniensis, (XIe), Codex Neapolitanus IV, c. 11 (XIIe-XIIIe), Codex Madiceus Laurentianus plut. LXVIII, 8 (XIe-XIIe), Codex Vaticanus Lat. 3.324, olim Fuluii Ursini (XIe), Codex Florentinus Riccardianus 541 (XIe-XIIe), Codex Parisinus Lat. 5.764, olim J.A. Thuani (XIe) et Codex Vindobonensis 95 (XIIe).